# Ehescheidung (Deutschland)
Eine Ehescheidung (kurz Scheidung) ist im Recht Deutschlands die Auflösung einer Ehe durch richterliche Entscheidung (§ 1564 BGB).
Zum 1. Juli 1977 wurde in der Bundesrepublik Deutschland das Schuldprinzip bei Ehescheidungen durch das Zerrüttungsprinzip abgelöst. Wesentliche Aspekte der Scheidung sind seit 1976 (dem Jahr der ersten Reform des Ehe- und Familienrechts in der Bundesrepublik Deutschland) die Feststellung des Scheiterns der Ehe und die Einhaltung formeller Voraussetzungen (z. B. Trennungsjahr).
Im Regelfall findet neben der eigentlichen Scheidung der gerichtliche Versorgungsausgleich statt. Je nach Fallgestaltung sind zudem – ggf. außergerichtlich – Klärungen des Kindes- und Ehegattenunterhalts, der Vermögensauseinandersetzung, der Aufteilung des Hausrats, des Zugewinnausgleichs, der Veranlagung zur Einkommensteuer, der Zuweisung der Ehewohnung zur Nutzung, des Gesamtschuldnerausgleichs sowie des Umgangsrecht und der elterlichen Sorge für gemeinsame Kinder im sachlichen Zusammenhang mit der Scheidung erforderlich.

## Internationale Zuständigkeit
Die internationale Zuständigkeit der Gerichte für das Scheidungsverfahren ist innerhalb der Europäischen Union mit Ausnahme Dänemarks mit der Verordnung (EG) Nr. 2201/2003 des Rates vom 27. November 2003 über die Zuständigkeit und die Anerkennung und Vollstreckung von Entscheidungen in Ehesachen und in Verfahren betreffend die elterliche Verantwortung (Brüssel IIa Verordnung – auch EuGVVO II oder EheVO-II) einheitlich geregelt worden.
Nach Art. 3 Abs. 1 lit. a EheVO-II ist das Gericht desjenigen EG-Mitgliedstaates zuständig, in dem
1. beide Ehegatten ihren gewöhnlichen Aufenthalt haben oder zuletzt hatten, wenn ihn einer dort noch hat;
2. der Antragsgegner seinen gewöhnlichen Aufenthalt hat oder, im Falle eines „gemeinsamen Antrags“[2], wo einer der Ehegatten seinen gewöhnlichen Aufenthalt hat;
3. der Antragsteller seinen gewöhnlichen Aufenthalt hat, wenn er sich dort seit mindestens 6 Monaten vor dem Antrag aufgehalten hat und Staatsangehöriger dieses Staates ist oder in Ermangelung einer Staatsangehörigkeit sich mindestens ein Jahr aufgehalten hat;

Nach Art. 3 Abs. 1 lit. b EheVO-II sind auch die Gerichte des EG-Mitgliedstaates international zuständig, dessen Staatsangehörigkeit beide Ehegatten haben.
Die internationale Zuständigkeit kann unter Umständen für einen Deutschen, dessen Ehegatte ein Ausländer ist, bedeuten, dass für seinen Scheidungsantrag kein deutsches Gericht international zuständig ist.
Diese internationale Zuständigkeit ist innerhalb der EG eine ausschließliche. Nur Nicht-EG-Staaten können ihre Gerichtsbarkeit ebenfalls für berufen erklären. Eine Restzuständigkeit bleibt dem nationalen Recht, wenn der Antragsgegner weder Staatsangehöriger eines EG-Mitgliedstaates ist noch seinen gewöhnlichen Aufenthalt in einem EG-Mitgliedstaat hat (Art. 6 EheVO-II); deutsche Gerichte sind in diesem Fall nach § 98 FamFG international zuständig. Ist der Antragsteller Deutscher und der Antragsgegner weder EG-Inländer noch in der EG ansässig, ist die deutsche Gerichtsbarkeit mit der Sache betraut.
Wenn im Einzelfall die Scheidungsfolgesache Unterhalt mit der Scheidung verknüpft werden soll, so gilt insoweit seit ihrem Inkrafttreten die  Brüssel I oder EuGVVO genannte Verordnung des europäischen Rechts.
Von der Frage der Zuständigkeit zu unterscheiden ist die ganz andere Frage, das Recht welches Staates sachlich auf den Fall anzuwenden ist. Soweit ein deutsches Gericht international zuständig ist, prüft es, ob es deutsches oder bei Sachverhalten mit Auslandsberührung ausländisches Recht anzuwenden hat.

## Kollisionsrecht
Deutsche Gerichte und Behörden wenden auf deutsche Staatsbürger stets deutsches Recht an, wenn sie in Deutschland leben. Sonst gilt auch hier seit dem 21. Juni 2012 die sog. Rom-III-Verordnung, insbesondere deren Art. 5 und 8.
Bei Ausländern muss unterschieden werden:
- Gehören beide Ehegatten, die sich scheiden lassen wollen, zum Zeitpunkt der Rechtshängigkeit demselben ausländischen Staat an oder gehörten sie diesem zuletzt an, richtete sich früher die Scheidung nach dem Recht ihres Heimatstaates (Art. 17 Abs. 1 EGBGB). Heute gehen allerdings die Art. 5 und 8 der sog. Rom-III-Verordnung vor (siehe unten).
- Ist einer der Ehegatten Deutscher, haben beide ausländischen Ehegatten verschiedene Staatsangehörigkeiten oder sind die Eheleute Asylbewerber oder Konventionsflüchtlinge[5], so wird das Recht des Ortes angewendet, wo die Ehegatten ihren gemeinsamen gewöhnlichen Aufenthalt haben oder zuletzt hatten, wenn einer von ihnen ihn dort noch hat. Auch hier sind aber die Art. 5 und 8 der sog. Rom-III-Verordnung zu beachten (siehe unten). Der deutsche Gesetzgeber hat jedoch eine Inländerprivilegierung vorgesehen: Ist einer der Ehegatten Deutscher und ist die Ehe nach dem Recht des letzten gemeinsamen gewöhnlichen Aufenthalts unscheidbar, wird sie nach deutschem Recht geschieden. Klagt ein Deutscher auf Scheidung der Ehe und ist nach der EheVO-II die deutsche Gerichtsbarkeit unzuständig, kommt dem Deutschen die Inländerprivilegierung des Art. 17 Abs. 1 Satz 2 EGBGB nicht zugute.
- Bei der Form der Scheidung ist das deutsche Recht streng. Auch wenn auf die Scheidung der Ehe durch das deutsche Familiengericht ausländisches Recht angewendet wird, kann in Deutschland die Ehe nur durch Gerichtsbeschluss (z. B. nicht durch Verstoßung oder Aufhebungsvertrag) geschieden werden. Diese Formstrenge steht im Gegensatz zur Toleranz gegenüber ausländischen Formen des Eheschlusses in Deutschland (z. B. vor einem Konsul oder Geistlichen).
- In der Europäischen Gemeinschaft gilt allerdings nunmehr (seit dem 21. Juni 2012) die „Verordnung (EU) Nr. 1259/2010 des Rates vom 20. Dezember 2010 zur Durchführung einer Verstärkten Zusammenarbeit im Bereich des auf die Ehescheidung und Trennung ohne Auflösung des Ehebandes anzuwendenden Rechts“, auch „Rom-III-Verordnung“[4] genannt. Vorrangig gilt, falls geschehen, eine Rechtswahl der Eheleute. Falls eine solche nicht erfolgt ist, ist hinsichtlich des auf die Scheidung abzuwendenden Rechts zu differenzieren. Wichtig ist dabei, dass die Verordnung auch auf im Ausland lebende Deutsche anzuwenden ist, selbst wenn das Scheidungsverfahren in Deutschland stattfindet.

Art. 8 der VO lautet wie folgt:
„Artikel 8: In Ermangelung einer Rechtswahl anzuwendendes Recht
Mangels einer Rechtswahl gemäß Artikel 5 unterliegen die Ehescheidung und die Trennung ohne Auflösung des Ehebandes:
a) dem Recht des Staates, in dem die Ehegatten zum Zeitpunkt der Anrufung des Gerichts ihren gewöhnlichen Aufenthalt haben, oder anderenfalls
b) dem Recht des Staates, in dem die Ehegatten zuletzt ihren gewöhnlichen Aufenthalt hatten, sofern dieser nicht vor mehr als einem Jahr vor Anrufung des Gerichts endete und einer der Ehegatten zum Zeitpunkt der Anrufung des Gerichts dort noch seinen gewöhnlichen Aufenthalt hat, oder anderenfalls
c) dem Recht des Staates, dessen Staatsangehörigkeit beide Ehegatten zum Zeitpunkt der Anrufung des Gerichts besitzen, oder anderenfalls
d) dem Recht des Staates des angerufenen Gerichts.“

## Materielles Scheidungsrecht
Das deutsche Recht sieht die Ehe als lebenslange Institution, die nach Art. 6 des Grundgesetzes unter den besonderen Schutz der staatlichen Ordnung gestellt ist. Die Ehe kann daher nur durch den Tod, durch Scheidung oder durch Aufhebung beendet werden. Die Scheidung oder die Aufhebung muss im Wege der Gestaltungsklage durch richterlichen Beschluss erfolgen. Scheidungen werden mehrheitlich von Frauen eingereicht.
Die Scheidung wurde zusammen mit der Zivilehe 1875 im Deutschen Reich eingeführt. Bis zum Inkrafttreten der Reform von 1976 (1. EheRG) galt im Ehescheidungsverfahren das Schuldprinzip. Es besagte, dass die grundsätzlich lebenslang angelegte Ehe nur ausnahmsweise geschieden werden durfte, und zwar bei schuldhaftem Verhalten eines Ehegatten. Die Schuldfrage bestimmte wesentlich die Regelung der Unterhaltsrechte und -pflichten der Geschiedenen. 1976 schaffte der Gesetzgeber das Schuldprinzip im Zuge einer Reform ab und ersetzte es durch das sogenannte Zerrüttungsprinzip. Der Gesetzestext spricht vom Scheitern der Ehegemeinschaft. Unterhaltsrechte und -pflichten richteten sich nun maßgeblich nach der wirtschaftlichen Leistungsfähigkeit der geschiedenen Ehepartner, unter Berücksichtigung des Prinzips einer Eigenverantwortung. Die Regelungen wurden 2008 durch das Gesetz zur Änderung des Unterhaltsrechts erneut umfassend reformiert. In stark eingeschränkter Form gelten aber einige der praktischen Auswirkungen des alten Schuldprinzips nach § 1579 Nr. 7 BGB weiterhin fort: Bei einseitigem, schwerwiegendem Fehlverhalten eines Ehegatten gegen den anderen kann seine Schuld noch immer einen Einfluss auf seine Unterhaltsansprüche haben.

### Voraussetzungen der Scheidung
Die Voraussetzungen einer Scheidung sind abschließend in den § 1564 bis § 1568 BGB geregelt.
Die Ehe kann geschieden werden, wenn sie gescheitert ist (bei Annullierung findet keine Scheidung statt). Das ist der Fall, wenn die eheliche Lebensgemeinschaft gemäß § 1353 BGB (mensa et toro) nicht mehr besteht und ihre Wiederherstellung nicht mehr zu erwarten ist, beispielsweise nach einer erfolglosen Herstellungsklage. Um dem Familiengericht eine ins Einzelne gehende Untersuchung des Merkmals Scheitern (Zerrüttung) zu ersparen, gibt das BGB dem entscheidenden Richter zwei Vermutungen an die Hand (§ 1566 BGB).
1. Leben die Ehegatten mehr als ein Jahr getrennt, so wird die Zerrüttung vermutet, sofern diese als „nicht heilbar“ angesehen wird: Wollen beide Ehegatten geschieden werden („einverständliche Scheidung“) oder besteht bei einem von ihnen keine Bereitschaft, sich zu versöhnen, ist unwiderlegbar von einer Zerrüttung auszugehen. In der Praxis bedeutet dies, dass eine Ehe nach Ablauf des Trennungsjahres auch gegen den erklärten Willen eines der Ehegatten geschieden wird, wenn der andere Ehegatte jede Versöhnung ausschließt.
2. Nach drei Jahren Trennung wird die Zerrüttung und damit das Scheitern der Ehe unwiderlegbar vermutet. Auf den Willen des anderen Ehegatten kommt es in diesen Fällen also erst recht nicht mehr an.

Die Trennung erfolgt regelmäßig in der Weise, dass einer der Ehegatten – oder beide – aus der bisherigen Ehewohnung ausziehen, so dass zwischen ihnen keine häusliche Gemeinschaft mehr besteht. Dabei ist vorausgesetzt, dass die Aufgabe der Ehewohnung mit einem Willen zur Trennung verbunden ist, was beispielsweise dann nicht der Fall ist, wenn einer der Ehegatten nur vorübergehend an einen anderen Ort zieht, etwa aus beruflichen Gründen.
Denkbar ist aber auch, dass die Trennung einsetzt, indem die Ehegatten innerhalb der ehelichen Wohnung getrennt leben (s. § 1567 BGB). Eine Trennung liegt aber in diesen Fällen nur vor, wenn die Ehegatten die Gemeinsamkeiten ihrer Lebensführung beenden, also auch getrennt voneinander wirtschaften, keine hauswirtschaftlichen Verrichtungen mehr füreinander erledigen usw. Gelegentliche gemeinsame Unternehmungen mit den Kindern schaden hierbei aber nicht.
Es gibt kein festgelegtes förmliches Verfahren, wie eine Trennung herbeizuführen ist. Der Wille zur Trennung kann durch entsprechende Schreiben oder Nachrichten dokumentiert werden, auch durch anwaltliche Schreiben. In manchen Fällen steht am Beginn der Trennung ein erzwungenes Kontaktverbot durch ein Verfahren nach dem Gewaltschutzgesetz. Können sich die Ehegatten nicht einigen, wer von ihnen aus der Ehewohnung auszuziehen hat, so muss der trennungswillige Ehegatte in der Regel selbst ausziehen. Nur in Ausnahmefällen kommt eine Zuweisung der Ehewohnung durch ein Verfahren nach § 1361b BGB in Betracht.
Der Beginn des Trennungsjahres kann rechtssicher durch den Wechsel in die Steuerklasse IV im laufenden Jahr dokumentiert werden. Hierzu ist beim Einwohnermeldeamt eine Erklärung zum Familienstand abzugeben. Aus wirtschaftlichen Gründen ist vom Wechsel der Steuerklasse im laufenden Kalenderjahr aber häufig entschieden abzuraten. Im auf die Trennung folgenden Kalenderjahr – also ab dem auf die Trennung folgenden Januar – ist der Wechsel in die Steuerklasse I bzw. II. dann aber steuerrechtlich in der Regel geboten.
Durch eine Änderung der Meldeadresse kann die Trennung ebenfalls dokumentiert werden, der Eintritt der Trennung ist davon aber rechtlich unabhängig.

### Härtefälle und Härteklausel
Liegt in der Fortsetzung der Ehe für einen der Ehegatten eine unzumutbare Härte (§ 1565 Abs. 2 BGB), die in der Person des anderen Ehegatten begründet ist, kann die Ehe ausnahmsweise auch schon vor Vollendung des ersten Trennungsjahrs ohne Einwilligung des anderen Ehegatten geschieden werden. Eine solche unzumutbare Härte wird angenommen, wenn Misshandlungen vorliegen oder der Ehegatte beispielsweise eine weitere Person in die Ehe aufnehmen wollte (im Stil einer „Ménage à trois“). Deutsche Gerichte tendierten in der Vergangenheit dazu, den Begriff immer weiter zu fassen und immer neue subjektiv empfundene unzumutbare Härtegründe zu akzeptieren.
Die Härtefallregelung: § 1565 Abs. 2 BGB ist nicht zu verwechseln mit dem umgekehrten Falle der Härteklausel, der einer Scheidung entgegenstehen kann. § 1568 BGB ('Härteklausel') lautet wie folgt:
Die Ehe soll nicht geschieden werden, obwohl sie gescheitert ist, wenn und solange die Aufrechterhaltung der Ehe im Interesse der aus der Ehe hervorgegangenen minderjährigen Kinder aus besonderen Gründen ausnahmsweise notwendig ist oder wenn und solange die Scheidung für den Antragsgegner, der sie ablehnt, auf Grund außergewöhnlicher Umstände eine so schwere Härte darstellen würde, dass die Aufrechterhaltung der Ehe auch unter Berücksichtigung der Belange des Antragstellers ausnahmsweise geboten erscheint.
In der Praxis findet diese Regelung nur selten Anwendung.

## Verfahren
Das Verfahren, welches das Familiengericht im Rahmen der Scheidung zu beachten hat, richtet sich nach § 133 bis § 150FamFG. Mit der Schaffung des FamFG wurde das Scheidungsverfahrensrecht, das vorher in der ZPO und im FGG geregelt war, in einem Gesetz vereinheitlicht.

### Anwaltszwang
Das Verfahren der Scheidung findet vor dem Amtsgericht als Familiengericht statt. Anders als bei anderen Verfahren vor dem Amtsgericht besteht in Scheidungsverfahren Anwaltszwang. Konkret bedeutet dies, dass sich mindestens der Antragsteller von einem Anwalt vertreten lassen muss (§ 114 FamFG).
Es ist rechtlich nicht vorgeschrieben, dass jeder der Ehegatten einen eigenen Anwalt beauftragt. In der Praxis versuchen Ehegatten häufig, das Verfahren dadurch kostengünstiger zu gestalten, dass nur ein Anwalt beauftragt wird. Da es Rechtsanwälten berufsrechtlich untersagt ist, widerstreitende Interessen zu vertreten, ist es aber nicht zulässig, dass ein Anwalt beide Ehegatten gemeinschaftlich vertritt. Der Anwalt vertritt immer nur denjenigen Ehegatten, der ihn beauftragt, darf aber auf dessen Weisung hin auch dem anderen Ehegatten Fragen beantworten.
Nach § 138 FamFG kann das Gericht dem Antragsgegner unter bestimmten Voraussetzungen einen Rechtsanwalt beiordnen.

### Rechtsweg
Während die erstinstanzliche Verhandlung stets vor dem Familiengericht als einer Abteilung des Amtsgerichts (§ 23a I 1 Nr. 1 GVG und § 23b I GVG) stattfindet, ist die Beschwerdeinstanz das Oberlandesgericht.

## Scheidungsfolgen
Zu den sogenannten Scheidungsfolgen können gezählt werden:
- der Versorgungsausgleich (der wechselseitige Ausgleich der ehezeitlich aufgebauten Altersversorgung, etwa durch Übertragung von Entgeltpunkten in der gesetzlichen Rentenversicherung auf das Versicherungskonto des anderen Ehegatten)
- der Zugewinnausgleich
- die Vermögensauseinandersetzung, also die Aufteilung gemeinschaftlichen Eigentums der Ehegatten. Praktisch wichtig ist die Klärung bezüglich Hausgrundstücken, die beide Ehegatten zu Bruchteilseigentum erworben haben und bei denen sie dementsprechend beide als Eigentümer im Grundbuch eingetragen sind. Hinsichtlich der Haushaltsgegenstände kann deren Aufteilung durch richterlichen Beschluss beantragt werden.
- der Gesamtschuldnerausgleich bei gemeinsamen Verbindlichkeiten der Ehegatten bzw. die Schuldübernahme durch einen der Ehegatten
- der Ehegattenunterhalt zur gleichberechtigten Teilhabe am ehelichen Lebensstandard
- die Regelung des Kindesunterhaltes
- Änderung des Sorgerechtes gemeinsamer Kinder
- die Regelung des Umgangsrechtes für gemeinsame Kinder
- Regelungen bezüglich der künftigen Nutzung der Ehewohnung (Zuweisung auf richterliche Anordnung), gleichgültig, wer Vertragspartner des Wohnungseigentümers ist

Die meisten dieser Angelegenheiten können von den Ehegatten, wenn sie sich einig werden, außergerichtlich geregelt werden; z. B. kann ehevertraglich  anlässlich der Trennung bzw. Scheidung auf Zugewinnausgleich und unter bestimmten Einschränkungen auch auf nachehelichen Ehegattenunterhalt verzichtet werden. Solche Vereinbarungen sind häufig formgebunden und müssen daher, solange die Ehe noch nicht rechtskräftig geschieden ist, notariell beurkundet werden.
In der Regel zwingend und ohne Antrag einer Partei ist aber im gerichtlichen Scheidungsverfahren der Versorgungsausgleich zu regeln; allerdings sind auch insoweit Vereinbarungen der Ehegatten zulässig.
Andere Familiensachen (Regelung der elterlichen Sorge, des Umgangs, des Unterhalts, der Ansprüche aus dem ehelichen Güterrecht, der Zuweisung der Ehewohnung und von ehelichem Hausrat) werden vom Gericht nur dann im sogenannten Scheidungsverbund behandelt und entschieden, wenn einer der Ehegatten durch entsprechenden Antrag bei Gericht eine richterliche Entscheidung für den Fall der Scheidung verlangt.
Eine Ausnahme stellt die Vermögensauseinandersetzung dar, für die es mit Ausnahme der Haushaltsteilung keine speziellen familienrechtlichen Regelungen gibt; hier gelten vielmehr die allgemeinen zivilrechtlichen Regelungen für das Miteigentum. Genauso verhält es sich mit dem Gesamtschuldnerausgleich.
Andere rechtliche Folgen der Scheidung treten außerhalb des Scheidungsverfahrens teils zwingend, teils fakultativ ein und können nicht mit ihm verbunden werden. Dazu gehören:
- der Verlust des Ehegattenerbrechts
- die mögliche Änderung des Familiennamens[10]
- der Verlust der Möglichkeit des Ehegattensplittings (Steuerrecht)
- der Verlust der Möglichkeit der kostenlosen Familienversicherung in der gesetzlichen Krankenversicherung
- der Verlust bestimmter Zuschläge in der Beamtenbesoldung sowie der Beihilfeberechtigung des Ehegatten
- das Ausscheiden aus der Mitversicherung in den meisten Versicherungsverträgen

Mit dem Scheitern der Ehe kann unter Umständen auch ein Rückforderungsrecht von Schwiegereltern entstehen, die einem Ehegatten im Hinblick auf die Ehe eine unentgeltliche Zuwendung gemacht haben. Am 3. Februar 2010 hat der XII. Zivilsenat des Bundesgerichtshofs entschieden, dass Zuwendungen der Schwiegereltern zum Ehepartner ihres Kindes unter bestimmten Voraussetzungen und in bestimmten Grenzen zurückgefordert werden können. Diese Zuwendungen wurden als Schenkungen bewertet. Wenn die Ehe scheitert, sei die Geschäftsgrundlage für die Schenkung nicht mehr gegeben. Die Möglichkeit einer zumindest partiellen Rückabwicklung der Schenkung sei auch dann möglich, wenn in der Ehe eine Zugewinngemeinschaft bestanden habe.

## Kosten
Im Zusammenhang mit einer Ehescheidung entstehen Kosten für die anwaltliche Vertretung nach dem RVG und für das Gericht nach dem FamGKG. Außerdem können Kosten bei einer einvernehmlichen Scheidung für eine notariell zu beurkundende Scheidungsfolgenvereinbarung (§ 1408, § 1410 BGB) oder für einen Sachverständigen, etwa für die Ermittlung des Wertes einer Immobilie oder eines Unternehmens im Rahmen des Zugewinnausgleichs anfallen.
Die Höhe der Gebühren richtet sich für Anwalt und Gericht nach dem Gegenstands- bzw. Verfahrenswert (§ 2 RVG, § 3 FamGKG), für den Notar nach dem Geschäftswert (§ 3 GNotKG). In allen Fällen ist der Wert des Verfahrens bzw. der juristischen Tätigkeit gemeint. Die Stufen für die jeweilige Gebührenhöhe entsprechen sich.
In Scheidungssachen beurteilt sich der Verfahrenswert nach den Vermögens- und Einkommensverhältnissen der Ehegatten. Dabei ist das in drei Monaten erzielte Nettoeinkommen der Ehegatten für die Einkommensverhältnisse maßgeblich. Für das von Amts wegen mit dem Ehescheidungsverfahren gemeinsam durchzuführende Verfahren des Versorgungsausgleichs wird der anhand des Nettoeinkommens der Ehegatten ermittelte Verfahrenswert pro auszugleichender Rentenanwartschaft um 10 % erhöht. Wird das Versorgungsausgleichsverfahren – beispielsweise aufgrund einer notariellen Verzichtserklärung – nicht durchgeführt, wird für das Versorgungsausgleichsverfahren pauschal ein Wert von 1.000 Euro festgelegt. Der Wert darf insgesamt nicht unter 3 000 Euro und nicht über 1 Million Euro angenommen werden (§ 121 Nr. 1 FamFG, § 43 FamGKG).
Beispiel: Verdienen beide Ehegatten zusammen in jedem Monat 4.600 € netto und verfügen sie über kein Vermögen, wird der Verfahrenswert für die Scheidung regelmäßig auf 13.800 € festgesetzt. Verfügt jeder von ihnen über zwei Versorgungsanrechte (z. B. gesetzliche Rente, VBL, Riesterrente), kommen für den Versorgungsausgleich 40 % hinzu, so dass der Verfahrenswert bei insgesamt 19.320 € liegt. Die Kosten für den Anwalt betragen dann in der Regel 2.454 € (bei zwei Anwälten jeweils 2.454 €). Die Gerichtskosten – die in der Regel hälftig zu teilen sind – betragen 749 € (Stand: Juli 2025). Es fallen weitere Kosten an, wenn die Anwälte auch für Scheidungsfolgesachen beauftragt werden. Dies sind insbesondere die Anwaltsgebühren für die Berechnung des Trennungsunterhalts, des Nachscheidungsunterhalts, für die Sorgerechtsvereinbarung sowie für den Zugewinnausgleich. Sofern einzelne Vorgänge strittig sind, erhalten die Anwälte für die außergerichtliche Mitwirkung an der Vereinbarung zwischen den Parteien eine zusätzliche Einigungsgebühr (nach Nr. 1000 VV RVG). Schon in der ersten Instanz können demnach die Anwaltsgebühren das Mehrfache des Regelsatzes betragen.
Bedürftigen Parteien kann auf Antrag Verfahrenskostenhilfe  (§§ 76 bis 78 FamFG) gewährt werden. Sofern die Scheidungskosten von einem Ehegatten  nicht gezahlt werden können, da sein zur Verfügung stehendes Einkommen und Vermögen nicht ausreicht, werden die Kosten durch den Staat aufgefangen. Die Verfahrenskostenhilfe gilt jedoch nur für die Zahlung der eigenen Anwaltsgebühren und Gerichtskosten. Wenn die Scheidung ausgesprochen wird, muss der Gegner seine Kosten selber tragen (sofern er nicht ebenfalls Verfahrenskostenhilfe beantragt hat). Wird der Scheidungsantrag abgewiesen oder zurückgenommen, muss der Antragsteller die gegnerischen Anwaltskosten übernehmen (§ 150 FamFG). Für die Kostenentscheidung in Scheidungsfolgesachen können sich abweichende Regelungen ergeben.
Die für ein Scheidungsverfahren angefallenen Gerichts- und Rechtsanwaltskosten sind grundsätzlich nicht nach § 33 EStG als außergewöhnliche Belastung abzugsfähig.

## Sonstiges
Seit 2000 bieten einige Rechtsanwaltskanzleien eine sogenannte Internetscheidung (Online-Scheidung) an. Bis heute besteht jedoch die gesetzliche Möglichkeit einer Scheidung über das Internet nicht. Zudem ist zu bedenken, dass zu einem so komplexen Rechtsgebiet wie der Scheidung eine ausführliche Beratung dringend zu empfehlen ist, die im Übrigen keine zusätzlichen Kosten verursacht, da eine sog. „Internetscheidung“ genauso nach dem RVG vergütet wird wie die Präsenzscheidung mit ausführlicher Beratung im Anwaltsbüro. Gleichwohl ist es auf diesem – wenngleich weitgehend anonymisierten – Weg möglich, einen Rechtsanwalt zu beauftragen, um das Scheidungsverfahren durch diesen bei einem ordentlichen Gericht betreiben zu lassen.
Das in den USA bereits etablierte Collaborative Law wurde in Deutschland in den letzten Jahren als Kokon-Verfahren bekannt. Das Kokon-Verfahren ist eine Methode zur kooperativen Konfliktlösung bei Scheidung und wird vor allem bei einer Trennung mit Kind angewandt.

## Geschichte der Ehescheidung
In den deutschen Staaten galten verschiedene Regelungen hinsichtlich Ehescheidung, bis im Rahmen des Kulturkampfes reichseinheitlich die zivilrechtliche Ehescheidung in Deutschland eingeführt wurde.
Mit dem nationalsozialistischen Ehegesetz wurde zum 1. August 1938 die Möglichkeit eingeführt, eine Ehe unabhängig vom Verschulden wegen Zerrüttung zu scheiden (§ 55 Ehegesetz 1938; § 48 Ehegesetz 1946).
In der DDR wurde das Schuldprinzip durch § 8 der Verordnung über Eheschließung und Eheauflösung vom 24. November 1955 (GBl. I S. 849 f.) durch das Zerrüttungsprinzip abgelöst. 1965 wurde das Eherecht in das neue Familiengesetzbuch (FGB) integriert.
Mit dem Ersten Gesetz zur Reform des Ehe- und Familienrechts von 1976 wurde in der Bundesrepublik das Scheidungsrecht in das Bürgerliche Gesetzbuch (BGB) integriert (§ 1564 ff. BGB) und das Schuldprinzip vollständig durch das Zerrüttungsprinzip ersetzt.

## Daten und Statistiken zu Ehescheidungen
Die jährliche Anzahl der Eheschließungen und Ehescheidungen hat sich in Deutschland folgendermaßen entwickelt:
| Eheschließungen und Scheidungen in Deutschland | Eheschließungen und Scheidungen in Deutschland | Eheschließungen und Scheidungen in Deutschland | Eheschließungen und Scheidungen in Deutschland              | Eheschließungen und Scheidungen in Deutschland              |
| Jahr                                           | Ehe- schließungen                              | Ehe- scheidungen                               | Zusammengefasste Scheidungsziffern nach 25 Ehejahren (in %) | Zusammengefasste Scheidungsziffern nach 45 Ehejahren (in %) |
| ---------------------------------------------- | ---------------------------------------------- | ---------------------------------------------- | ----------------------------------------------------------- | ----------------------------------------------------------- |
| 1950                                           | 750.452                                        | 84.674                                         |                                                             |                                                             |
| 1960                                           | 689.028                                        | 48.873                                         |                                                             |                                                             |
| 1970                                           | 575.233                                        | 76.520                                         |                                                             |                                                             |
| 1980                                           | 496.603                                        | 96.222                                         |                                                             |                                                             |
| 1990                                           | 516.388                                        | 154.786                                        | 27,4                                                        | 29,3                                                        |
| 1995                                           | 430.534                                        | 169.425                                        | 30,9                                                        | 33,2                                                        |
| 2000                                           | 418.550                                        | 194.408                                        | 37,3                                                        | 40,3                                                        |
| 2005                                           | 388.451                                        | 201.693                                        | 40,4                                                        | 44,2                                                        |
| 2010                                           | 382.047                                        | 187.027                                        | 38,9                                                        |                                                             |
| 2015                                           | 400.115                                        | 163.335                                        | 34,7                                                        |                                                             |
| 2020                                           | 373 304                                        | 143.801                                        | 30,8                                                        |                                                             |

2022 wurden rund 137.400 Ehen geschieden. Mit Ausnahme des Jahres 2019 ist die Zahl der Scheidungen seit 2012 kontinuierlich gesunken. Das Durchschnittsalter bei Scheidungen erreichte im Jahr 2022 mit 44,7 Jahren bei Frauen und 47,8 Jahren bei Männern einen neuen Höchststand. Binnen 20 Jahren stieg es bei beiden Geschlechtern um 6 Jahre an. Zugleich stieg die Durchschnittsdauer einer Ehe bis zur Scheidung 2022 auf von 12,9 auf 15,1 Jahre.